# Indústria de Brinquedos Casablanca
A Indústria  de Brinquedos Casablanca foi uma empresa brasileira fundada em 1959 pelo espanhol Mariano Lavin Ortiz na cidade São Caetano do Sul. Acredita-se que tenha sido a primeira empresa fabricante de brinquedos a produzir figuras de super-heróis, muito embora um incêndio tenho destruído toda a fábrica cerca de uma década após sua fundação, já no ano de 1969. Seu produto de maior êxito no país foi o Forte Apache.

## História
A relação de Mariano Lavin Ortiz com a fabricação de brinquedos é anterior à sua migração para o Brasil, uma vez que ele já mantinha uma fábrica de brinquedos na cidade de Madrid no começo da década de 1950. Fugindo da ditadura franquista em seu país, Mariano Lavin Ortiz e seus filhos migram para o Brasil e dão início à Casablanca no ano de 1959, instalando-a num galpão no bairro Cerâmica, na cidade de São Caetano do Sul. À época, a empresa estava registrada em seu contrato social como "Ortega Lavin e Cia Ltda.", com endereço estabelecido no endereço Rua Oratório 2447. Foi apenas dois anos depois, em 1966, que empresa mudou seu nome para "Indústria Brinquedos Casablanca Ltda.", mudando de endereço para a Rua Madre de Deus, 627. Após o incêndio que acometeu a fábrica, foi criada a Gulliver, fábrica de brinquedos que acabou por ser conduzida pelos filhos de Mariano Ortiz. Mariano Lavin Ortiz faleceu pouco tempo depois, em 1973, aos 59 anos de idade.

## Linhas de produtos
- Caravana
- Fazenda Ponderosa
- Forte Apache
- O Farol Encantado